# Тармо (ледокол, 1963)
«Тармо» (фин. Tarmo; эст. Tarmo) — эстонский ледокол для проводки судов в Финском заливе в зимний период. Построен на верфи Oy Wärtsilä Ab Helsinki Yard в Хельсинки в Финляндии в 1963 году. С 1 декабря 1993 года ходит под эстонским флагом и является собственностью Эстонской Республики. Порт приписки — Таллин. Судами-близнецами являются: Tor, Njord, Varma, Apu. 

## История судна
Киль судна ледокола был заложен на финской верфи компании Oy Wärtsilä Ab Helsinki Yard в Хельсинки. После завершения строительства в 1963 году судно было передано заказчиком, в качестве которого выступило финское правительство. В 1993 году, в связи с отсутствием ледокольного парка в недавно восстановившей независимость Эстонии, судно было приобретено (в рассрочку) правительством за 191 миллион эстонских крон. Оператором судна является Департамент водных путей Эстонской Республики. Капитаном ледокола Tarmo (по состоянию на 2010 год) является Пеэду Кассь (Peedu Kass). Команда судна состоит из 33 человек.
В ноябре 2024 года ледокол «Тармо» был помещён в плавучий док для регулярного осмотра и технического обслуживания. Предполагается, что это последний масштабный ремонт ледокола, поскольку корабль должен завершить службу в 2028 году. Перед помещением в док, последний раз судно использовалось для ледокольной проводки в 2018 году.
- Буксирные кранцы[7] кормы ледокола Tarmo
- Вид машинного отделения
- Эмблема Департамента водных путей Эстонии

## Конструкция
Основные характеристики:
- Ледовый пояс «Тармо» имеет ширину 3,8 метра, толщину в носовой части 3,3 см, в корме 3,2 см, в бортах 3,3 см.
- Расход топлива корабля на полной мощности — 52 тонны в сутки, автономность — двадцать суток.